# 토성 탐사

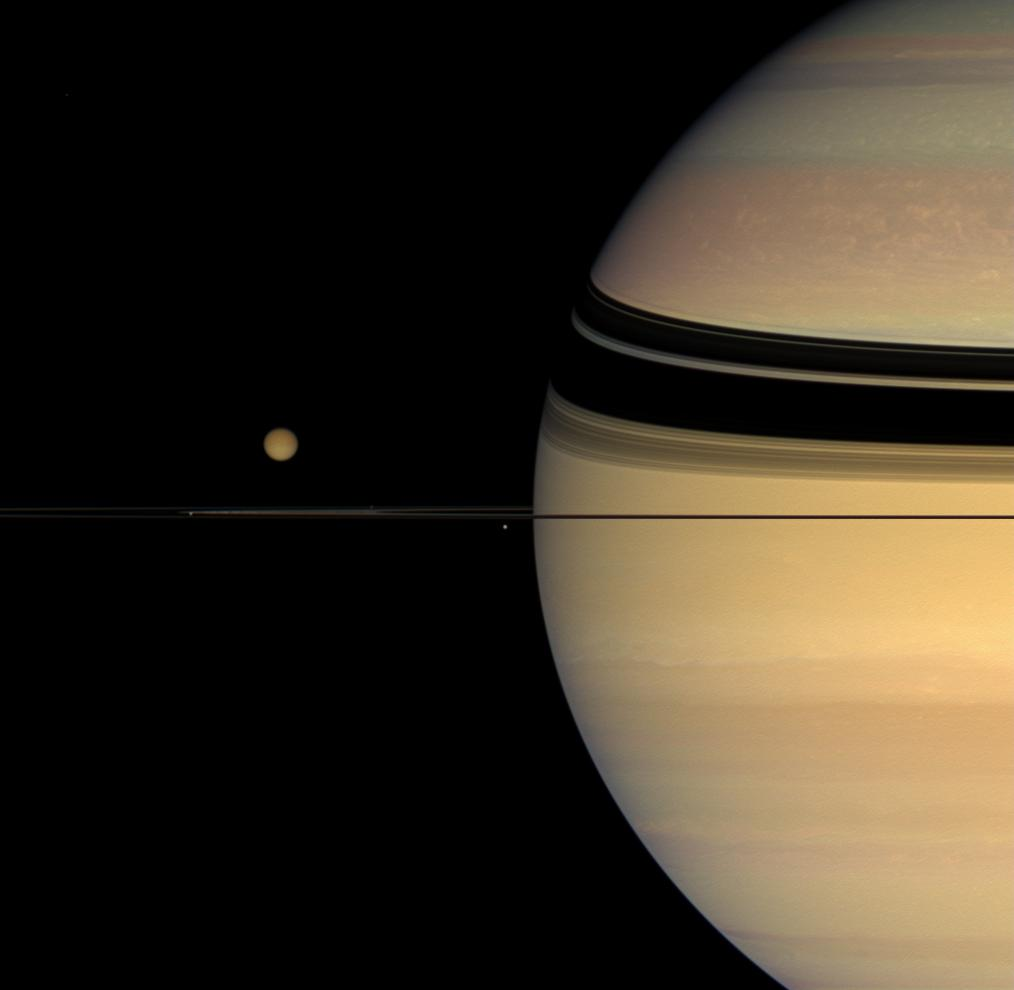
카시니-하위헌스가 촬영한 토성과 위성 타이탄, 야누스, 미마스, 프로메테우스.

토성 탐사는 무인 우주선으로서만 이루어지고 있다. 먼저 근접 통과 세 번이 이루어졌고, 1997년 발사한 카시니-하위헌스 탐사선은 2004년 토성 궤도에 진입해 2017년까지 탐사를 진행했다.

## 근접 통과

### 파이어니어 11호

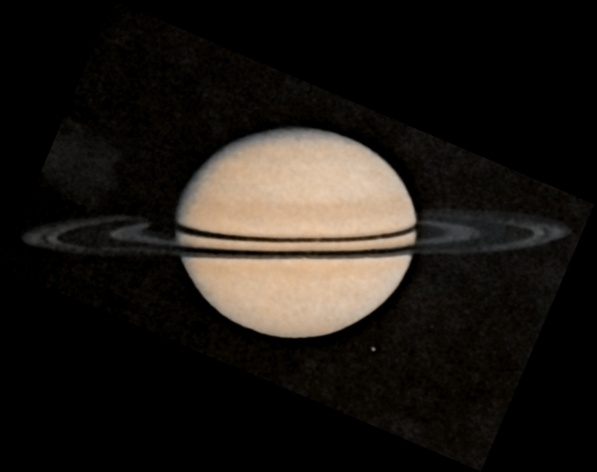
파이어니어 11호가 촬영한 토성.

토성을 처음 방문한 탐사선은 1979년 11월 파이어니어 11호로, 구름층 위 20,000 km 지점을 통과했다. 토성과 위성 일부의 저해상도 사진을 촬영했으나, 해상도가 낮아 위성의 표면이 자세히 보이지는 않았다. F 고리를 발견하기도 하였고, 고리를 태양 방향으로 보았을 때 더 밝아, 고리에 물질이 있음을 밝혀내었다. 타이탄의 표면 온도도 측정하였는데, 250 K (−23 °C) 정도였다.

### 보이저
1980년 11월, 보이저 1호가 토성에 도달하여 토성 자신, 고리, 위성의 고화질 사진을 보내왔다. 위성 표면의 여러 지질 구조 또한 처음으로 관측이 이루어졌다. 타이탄의 대기가 두껍다는 사실은 이미 알려져 있었기 때문에, 보이저 1호는 타이탄에 접근하여 대기에 대한 자료를 보내 왔으나, 타이탄의 대기는 가시광선을 투과하지 못해 어떠한 표면 지형도 보이지 않았다. 보이저 1호는 타이탄에 접근함으로서 궤도가 황도면 바깥으로 나가 천왕성과 해왕성을 거치는 행성 대탐사를 하지 못하였다.
약 1년 후인 1981년 8월 보이저 2호가 토성계에 진입하여 여러 위성의 근접 사진을 촬영했으며, 고리가 시간이 흐름에 따라 변화한다는 증거도 포착하였다. 보이저 2호에 탑재된 레이더로 토성 상층 대기의 온도와 밀도를 측정하였는데, 최상층(7 킬로파스칼)의 온도는 70 K (−203 °C) 가량이며, 깊어질수록 온도가 올라가 측정이 가능했던 가장 깊은 곳(120 킬로파스칼)의 온도는 143 K(−130 °C)로 측정하였다. 북극의 온도는 다른 곳보다 10 K 낮았는데, 이는 계절의 영향으로 추정된다. 보이저 2호가 토성을 통과하던 도중 카메라 플랫폼의 고장으로 계획했던 사진 촬영 일부를 진행하지 못했다. 이후 보이저 2호는 토성의 중력을 이용해 천왕성으로 향했다.
두 탐사선 모두 고리 가변이나 속을 도는 새 위성을 발견하였으며, 고리의 작은 맥스웰과 킬러 간극도 발견하였다.

## 카시니 궤도선

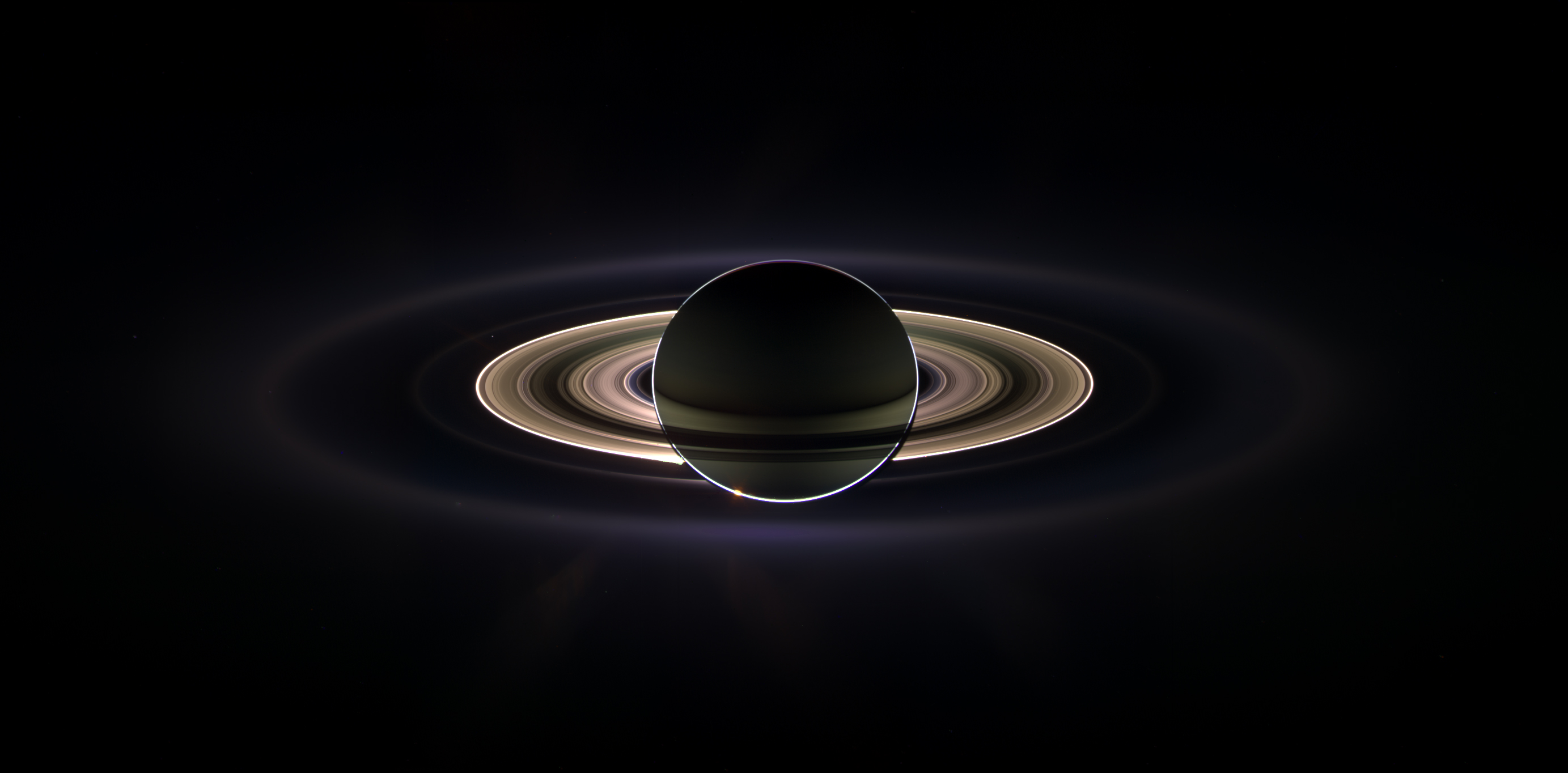
카시니가 촬영한, 토성이 태양을 가린 모습.

2004년 5월 1일부터 2017년 9월 15일까지 카시니의 궤적을 나타낸 애니메이션.
카시니·
토성·
엔셀라두스·
타이탄·
이아페투스

2004년 7월 1일, 카시니-하위헌스 탐사선이 SOI→Saturn Orbit Insertion - 토성 궤도 진입 기동을 실시함으로서 공식적으로 토성 궤도에 들어왔다. SOI 이전에도 카시니는 이미 접근하며 토성계를 연구하고 있었으며, 2004년 6월에는 포에베에 근접하여 고화질 사진과 과학 데이터를 보내왔다.
카시니는 타이탄에 두 번 접근한 후, 2004년 12월 25일 하위헌스 탐사정을 분리하였다. 하위헌스는 2005년 1월 14일 타이탄 표면으로 하강하여 착륙하였고, 대기와 표면 데이터를 다량 보내왔다. 2005년 동안 카시니는 타이탄과 다른 얼음 위성들에 근접하여 연구하였다.
2006년 3월 10일 카시니가 엔셀라두스에서 액체 물이 분출한다는 증거를 찾았다고 NASA에서 발표하였다.
2006년 9월 20일, 카시니가 촬영한 사진에 G와 E 고리 안쪽에 기존에 발견하지 못했던 새 고리가 촬영되었다.
2006년 7월 카시니가 타이탄 북극 근처에서 탄화수소 강이 존재한다는 증거를 포착했고, 2007년 3월에 촬영한 사진에서는 카스피해 정도 크기의 탄화수소 바다가 포착되었다.
카시니의 당초 계획은 2008년까지였다. 2010년 카시니 분점 임무라는 이름으로 첫 연장 임무를 시작했고, 두 번째 연장 임무인 카시니 지점 임무는 2017년 9월까지 진행되었다. 카시니 임무는 2017년 9월 15일 토성에 대기권 진입함으로서 마무리되었다.

## 제안/계획 중인 탐사 계획

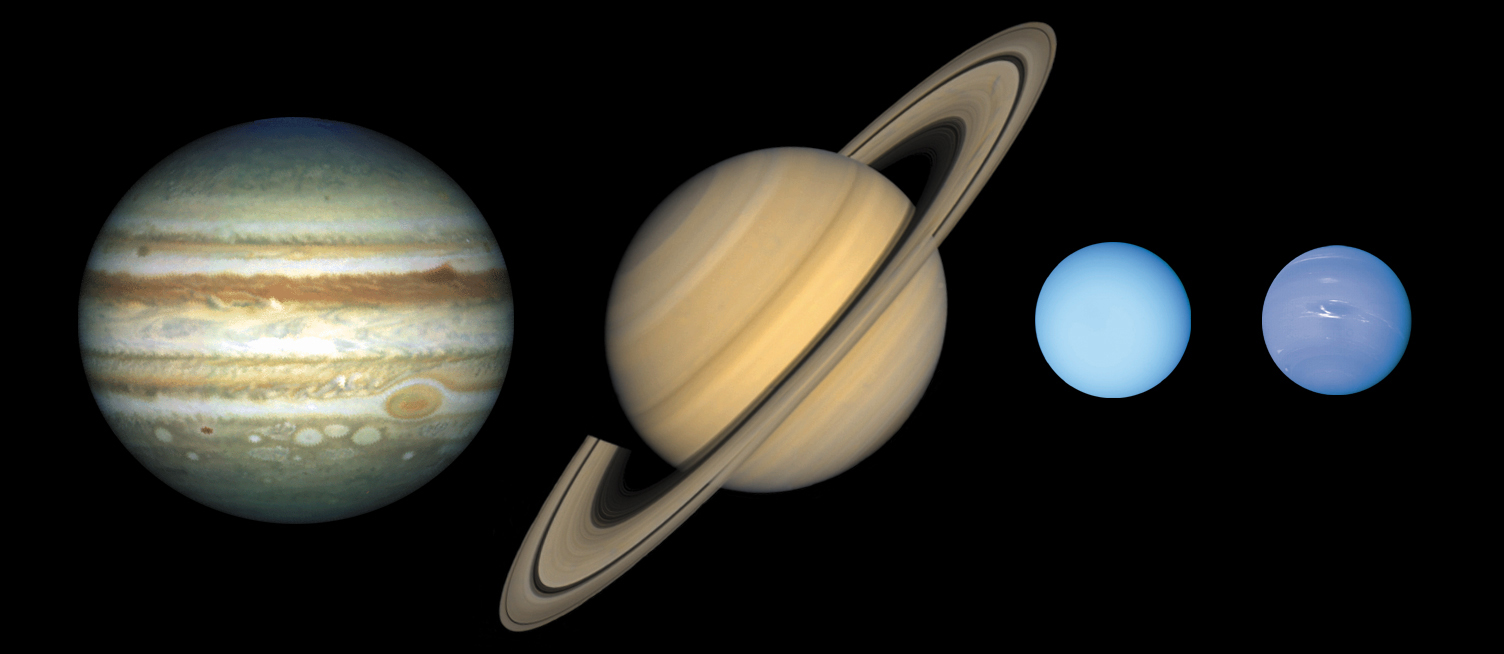
토성 탐사는 다른 천체 탐사 계획과 경쟁하고 있다.

타이탄 토성계 임무는 NASA와 ESA의 토성, 타이탄, 엔셀라두스 합동 탐사 계획으로, 타이탄 토성계 임무의 주 경쟁자는 유로파 목성계 임무였으며, 2009년 2월 유로파 목성계 임무에 우선권을 부여하겠다는 발표가 있었지만, 계획보다 늦게 발사할 가능성을 열어두고 있는 상태이다.
다른 계획은 다음이 있다.
- 2010년 엔셀라두스 및 타이탄 탐사선(JET)[10]
- 2011년 타이탄 늪 탐사선(TiME): 타이탄의 메테인 강을 탐사할 수상 탐사선으로, NASA 디스커버리 계획의 일부로 2011년 5월 연구에 300만 달러가 투자되었다.
- 2012년 엔셀라두스 탐사선(EnEx): 얼음을 팔 수 있게 설계한 탐사선이다.[11]
- 2012년 LIFE: 표본 회수 임무.[12][13][14]
- 2015년 엔셀라두스 생명체 탐사선(ELF)[15]

## 같이 보기
- 수성 탐사
- 화성 탐사
- 목성 탐사
- 천왕성 탐사
- 해왕성 탐사

## 참고 자료
- Hannu Karttunen;  외. (1996), 《Fundamental Astronomy》 3판, New York: Springer, ISBN 978-3-540-60936-0, 2012년 2월 21일에 확인함.
- NASA/JPL–Caltech (2010년 10월 18일). “Voyager Science Results: Saturn”. 《voyager.jpl.nasa.gov》. 2012년 2월 21일에 확인함.